# Sandgrundel
Die Sandgrundel (Pomatoschistus minutus) ist ein Meeresfisch, der an den Küsten des nordöstlichen Atlantik von Portugal über die Atlantikküsten Europas, den Britischen Inseln bis zur Nord- und Ostsee und weiter bis Nordskandinavien vorkommt; eine Unterart lebt zudem im nördlichen Mittelmeer und im Schwarzen Meer.

## Merkmale
Sandgrundeln werden maximal 11 Zentimeter lang und haben einen langgestreckten und keulenförmigen Körper mit abgerundetem Kopf. Der Maulspalt ist auffällig schräg nach oben gerichtet. Sie sind von sandbrauner Farbe mit unregelmäßig verteilten hellen Flecken als Zeichnung. Am Hinterrand der ersten Rückenflosse befindet sich ein dunkler Fleck, der weiß gesäumt ist.
Die erste Rückenflosse wird von 6 bis 7 Flossenstrahlen gestützt, die zweite, durch eine Lücke getrennte Rückenflosse von einem Hartstrahl sowie 8 bis 10 Weichstrahlen. Die Afterflosse hat einen Hart- und 7 bis 10 Weichstrahlen. Die Brustflossen werden von 17 bis 19 Weichstrahlen gebildet. Die brustständigen Bauchflossen sind miteinander verwachsen und bilden eine Saugscheibe. Entlang der Seitenlinie befinden sich 55 bis 75 Schuppen.

## Verbreitung
Die Sandgrundel lebt im nordöstlichen Atlantik und kommt von Portugal über die Atlantikküsten Europas, die Britischen Inseln bis zur Nord- und Ostsee sowie weiter bis Nordskandinavien vor. Die Unterart P. m. elongatus lebt zudem im nördlichen Mittelmeer und im Schwarzen Meer.

## Lebensweise
Sandgrundeln leben küstennah von der Wasseroberfläche bis in einer Tiefe von 20 und sehr selten bis 70 Metern. Sie bevorzugen Sand- und Schlickstrände. Normalerweise leben sie im Seewasser, Jungtiere gehen jedoch auch in das Brackwasser von Fluss-Oberläufen. Sie ernähren sich vor allem von bodenlebenden Krebstieren, Würmern, Mückenlarven und anderen Wirbellosen.

## Fortpflanzung
Sandgrundeln laichen im Sommer vom März bis September. Die Männchen bilden zur Paarungs- und Eiablagezeit Reviere und graben Höhlungen unter leere Muschelschalen beispielsweise von Cyprina oder Ostrea, in die die Weibchen die Eier ablegen. Dabei legen die Rogner bis zu 3.000 birnenförmige, 0,9 bis 1,4 Millimeter große Eier in mehreren Etappen ab. Die Gelege werden bis zum Schlupf der Jungfische nach 1 bis 3 Wochen von den Männchen bewacht.
Die beim Schlupf etwa 3 Millimeter langen Larven leben zunächst pelagisch im Freiwasser. Die Jungfische gehen bei einer Größe von 18 mm zum Bodenleben über. Nach etwa einem Jahr werden sie geschlechtsreif, die Lebensdauer beträgt etwa 2 Jahre.

## Belege
1. 1 2 3 4 5 6  Andreas Vilcinskas: Fische - Mitteleuropäische Süßwasserarten und Meeresfische der Nord- und Ostsee. BLV Verlagsgesellschaft, München 2000; S. 172. ISBN 3-405-15848-6.
2. ↑  Sandgrundel auf Fishbase.org (englisch)